# Hespererato rehderi
Hespererato rehderi is een slakkensoort uit de familie van de Eratoidae. De wetenschappelijke naam van de soort is voor het eerst geldig gepubliceerd in 2002 door Raines.